# Precenico
Precenico is een plaats (frazione) in de Italiaanse gemeente Duino-Aurisina.